# Albert Sevketovics Szelimov
Albert Sevketovics Szelimov (oroszul: Альберт Шевкетович Селимов,  lezgül: Селимрин Шевкетан хва Алберт; Kaszpijszk, Dagesztán, 1986. április 5. –) lezg nemzetiségű oroszországi amatőr ökölvívó.

## Eredményei
- 2006-ban Európa-bajnok pehelysúlyban.
- 2007-ben  világbajnok pehelysúlyban. A döntőben az ukrán Vaszil Lomacsenkót győzte le.
- 2008-ban az olimpián már a selejtezők során vereséget szenvedett a későbbi bajnok Vaszil Lomacsenkótól.
- 2009-ben bronzérmes a világbajnokságon könnyűsúlyban.
- 2010-ben Európa-bajnok könnyűsúlyban.
- orosz bajnok (2006, 2007)